# Nikola Mirotić
Nikola Mirotić Stajović (kyrillisch: Никола Миротић, * 11. Februar 1991 in Titograd, SFR Jugoslawien) ist ein montenegrinisch-spanischer Basketballspieler. Er steht bei AS Monaco unter Vertrag. Von 2019 bis 2023 spielte er beim FC Barcelona in der Liga ACB und der EuroLeague. Zuvor war er fünf Jahre für mehrere Mannschaften in der nordamerikanischen Liga NBA tätig.

## Laufbahn

### Anfänge und Durchbruch in Spanien
Nikola Mirotić begann seine Laufbahn im Jahre 2004 in seiner Heimatstadt Podgorica in der Jugendabteilung des Vereins KK Joker. Im Sommer 2006 wechselte der damals 15-Jährige nach Spanien in die Jugend von Real Madrid. Bei den Hauptstädtern spielte er bis 2009 im Nachwuchsbereich, in der Saison 2007/08 gewann er mit Real die spanische U20-Meisterschaft.
Am 3. April 2009 feierte er sein Debüt in der ersten Mannschaft bei einem Euroleague-Spiel gegen den Erzrivalen FC Barcelona. Nur zwei Tage später bestritt er gegen CAI Zaragoza sein Ligadebüt für die Hauptstädter. Um ihm mehr Spielpraxis zu geben, verlieh Real Madrid Mirotić in der Saison 2009/10 an den Zweitligaverein CD Maristas Palencia.

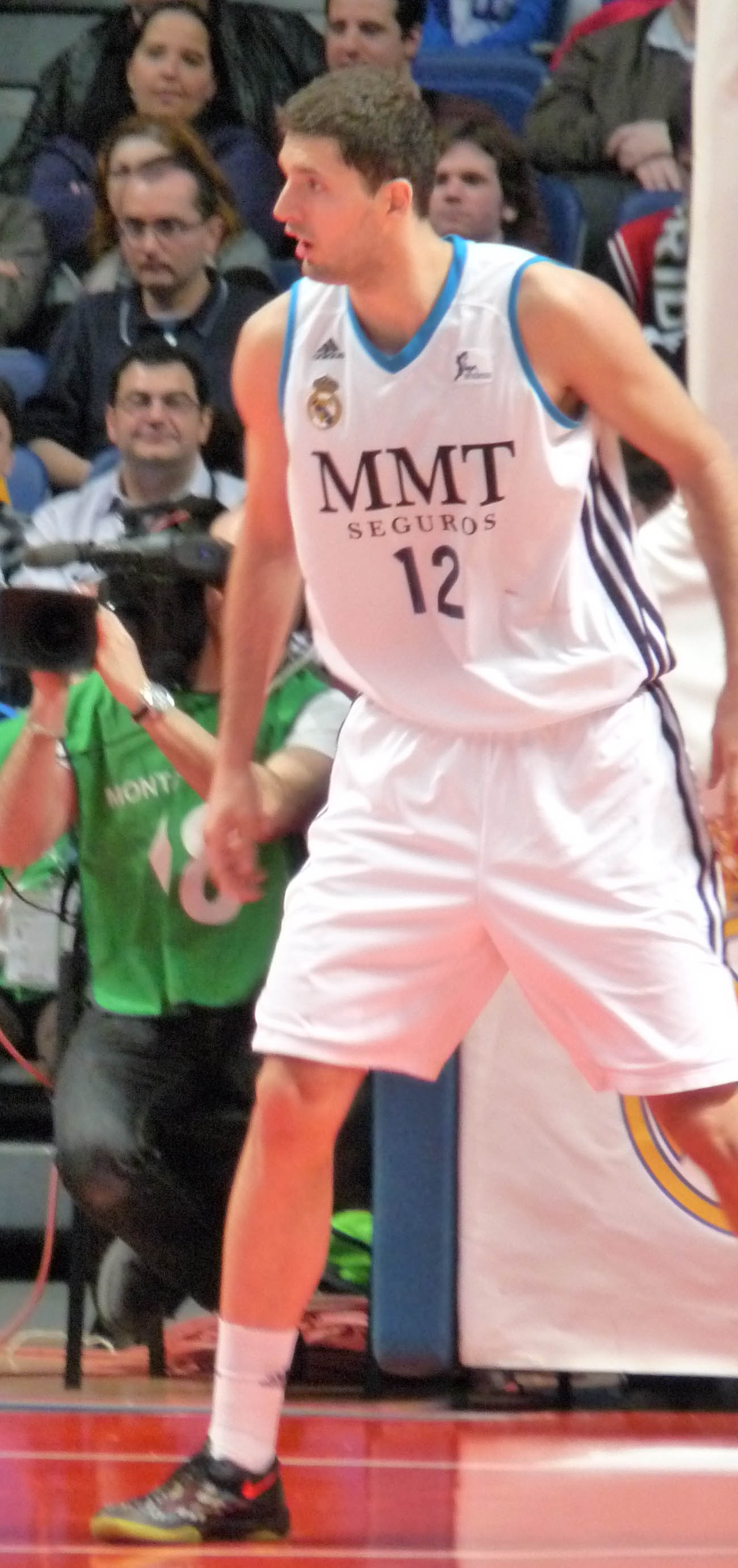
Mirotić im Trikot von Real Madrid

Nach dem Ende der Spielzeit kehrte er zum spanischen Rekordmeister zurück. Zu Saisonbeginn kam er nur selten zum Einsatz, doch durch seine starken Leistungen ab Jahresende 2010 spielte er sich zusehends in die Stammmannschaft und verdrängte Routinier Jorge Garbajosa auf der Position des Power Forwards. Auch international machte Mirotić auf sich aufmerksam und erhielt die Euroleague Rising Star Trophy für den besten Spieler unter 22 Jahren der Saison 2010/11.
Am 23. Juni 2011 wurde Mirotić im NBA-Draft von den Houston Rockets an 23. Stelle ausgewählt und noch am selben Abend an die Chicago Bulls abgegeben. Allerdings vollzog der den Schritt in die Vereinigten Staaten noch nicht, sondern spielte vorerst weiter in Madrid. In der Saison 2011/12 wurde er von der Euroleague erneut als bester Spieler unter 22 Jahren geehrt, damit ging die Trophäe erstmals in der Geschichte zwei Mal hintereinander an denselben Spieler.
In der Saison 2012/13 erreichte er mit seiner Mannschaft das Finale der Euroleague und wurde ins All-Euroleague Second Team gewählt. Den Grunddurchgang der Liga ACB beendete er mit Real auf dem ersten Platz und der 22-jährige Mirotić wurde für seine Leistungen als jüngster Spieler in der Geschichte zum besten Liga-ACB-Spieler der Saison gewählt. Im Endspiel um die Meisterschaft setzte sich Real Madrid mit 3:2 gegen den FC Barcelona durch. 
In der folgenden Spielzeit gewann Mirotić mit seiner Mannschaft den spanischen Pokal sowie den Supercup, in der Euroleague und in der Liga ACB scheiterte Real Madrid jeweils im Endspiel.

### NBA
Im Juli 2014 verkündete er seinen Wechsel in die NBA, wo er bei den Chicago Bulls unterschrieb. In seiner Rookie-Saison bei den Bulls spielte Mirotić eine wichtige Rolle als Einwechselspieler. Beim All-Star Weekend nahm er an dem Rookie-Sophomore-Spiel (Rising Stars Challenge) teil, das erstmals als Duell zwischen Auswahlen mit Spielern aus aller Welt und den USA ausgetragen wurde. Er trug 16 Punkte zum Sieg der Weltauswahl bei. Im März trug er maßgeblich dazu bei, dass die Bulls trotz des Verlusts ihrer Leistungsträger Derrick Rose, Jimmy Butler und Taj Gibson ihren Platz in der Tabelle hielten und wurde als Kandidat auf den Titel des Rookies des Jahres und des besten sechsten Manns gehandelt. Am Ende der Saison verzeichnete er durchschnittlich 10,2 Punkte, 4,9 Rebounds und 1,2 Assists in 20,2 Spielminuten und wurde hinter Andrew Wiggins Zweiter bei der Wahl des Rookie des Jahres. Zudem wurde er ins NBA All-Rookie First Team gewählt. In den Play-offs war er weniger erfolgreich und verzeichnete nur 5,7 Punkte und 2,7 Rebounds je Begegnung bei einer durchschnittlichen Spielzeit von 14,6 Minuten.
Am 1. Februar 2018 wurde Mirotić im Rahmen eines Spielertauschs von den Chicago Bulls zu den New Orleans Pelicans transferiert. Bis dahin hatte er in der Saison 2017/18 in 25 Einsätzen für Chicago im Schnitt 16,8 Punkte pro Begegnung erzielt und damit den besten Wert in dieser Kategorie in seiner Chicagoer Zeit verbucht. In New Orleans sollte er vor allem helfen, den verletzungsbedingten Ausfall von DeMarcus Cousins aufzufangen, der zuvor ein sportlicher Stützpfeiler der Mannschaft war. Bis zum Ende der Saison stand Mirotić in 30 Spielen für die Mannschaft auf dem Feld und kam auf einen Schnitt von 14,6 Punkten je Partie.
Am 7. Februar 2019, dem letzten Tag vor dem Schließen des Transfermarktes, wechselte Mirotić im Rahmen eines Spielertausches, der drei Mannschaften umfasste, zu den Milwaukee Bucks.

### Rückkehr nach Spanien
Anfang Juli 2019 wurde er vom FC Barcelona als Neuzugang verkündet. Von dem katalanischen Klub wurde er mit einem Dreijahresvertrag ausgestattet. Mit Barcelona wurde er 2020 spanischer Vizemeister und wurde als bester Spieler der ACB-Saison 2019/20 ausgezeichnet. Er hatte im Verlauf des Spieljahres im Durchschnitt 19 Punkte und 5,2 Rebounds je Begegnung erzielt. 2021 und 2023 gelang der Gewinn des Meistertitels. Schon während der Saison 2022/23 hatte Mirotić, der in dieser Spielzeit in 32 ACB-Einsätzen im Durchschnitt 13,6 Punkte erzielte, seinen Weggang aus Barcelona angekündigt.

### Wechsel nach Italien
Anfang August 2023 gab Olimpia Mailand seine Verpflichtung bekannt. Mirotić führte die Mailänder 2024 zum Gewinn des italienischen Meistertitels und wurde als bester Spieler der Finalserie 2024 ausgezeichnet.

### AS Monaco
In der Sommerpause 2025 nahm AS Monaco Mirotić unter Vertrag. Bereits in den Vorjahren war er von Monaco umworben worden.

### Nationalmannschaft
Im März 2010 erhielt Mirotić die spanische Staatsbürgerschaft und gewann im Sommer desselben Jahres mit der spanischen U20-Nationalmannschaft die Bronzemedaille bei der Europameisterschaft. Nur ein Jahr später nahm er erneut mit der U20 an der Europameisterschaftsendrunde teil. Diesmal blieben die Iberer ungeschlagen und holten die Goldmedaille. Mirotić selbst beendete den Bewerb mit durchschnittlich 27 Punkten und 10 Rebounds pro Spiel und wurde für seine Leistungen zum besten Spieler des Turniers gekürt.
Sein Debüt in der A-Nationalmannschaft verzögerte sich aufgrund einer FIBA-Regel, die lediglich die Teilnahme eines Spielers an vom Weltverband veranstalteten Turnieren erlaubt, der die Staatsbürgerschaft nach seinem 16. Lebensjahr erhalten hat. Wiederholt bekam Serge Ibaka den Vorzug. Erst Mirotićs gute Saison 2014/15 bei den Chicago Bulls öffnete ihm die Tore zur spanischen Landesauswahl. Sein erstes Spiel bestritt Mirotić schließlich am 11. August 2015 im Zuge der Vorbereitung für die Basketball-EM gegen Belgien.
Beim EuroBasket 2015 wurde er mit der spanischen Auswahl Europameister. Er gehörte zu den Leistungsträgern der Spanier und war deren zweitbester Schütze (12,7 Pkt. pro Spiel) und Rebounder (4,9), jeweils hinter dem MVP des Turniers, Pau Gasol.

## Erfolge und Ehrungen
Real Madrid
- Spanische Meisterschaft: 2012/13
- Spanischer Supercup: 2012, 2013
- Spanischer Pokal: 2012, 2014
- Spanische U20-Meisterschaft: 2007/08

FC Barcelona
- Spanische Meisterschaft: 2020/21, 2022/23
- Spanischer Pokal: 2021, 2022

Nationalmannschaft
- Basketball-Europameisterschaft 2015: Gold
- U20-Europameisterschaft 2011: Gold
- U20-Europameisterschaft 2010: Bronze
- Olympische Sommerspiele 2016: Bronze

Ehrungen
- Wertvollster Spieler der Euroleague-Saison: 2021/22
- NBA All-Rookie First Team: 2014/15
- Teilnahme am NBA All-Star Weekend Rising Stars Challenge 2015 (als Rookie)
- MVP des spanischen Pokals: 2014
- MVP der Liga ACB: 2012/13, 2019/20
- MVP-Playoffs der Lega Basket Serie A: 2023/24
- All-Tournament Team der Liga ACB: 2012/13, 2013/14
- All-Euroleague First Team: 2020/21, 2021/22
- All-Euroleague Second Team: 2012/13, 2013/14, 2022/23
- Wertvollster Spieler (MVP), bester Korbschütze und Wahl ins All-Tournament Team der U20-Europameisterschaft: 2011
- EuroLeague Rising Star Trophy: 2010/11 und 2011/12
- Wahl ins All-Tournament Team der U20-Europameisterschaft: 2010